# Confienza
Confienza (lombardul: Cunfiensa) település Olaszországban, Lombardia régióban, Pavia megyében. Lakosainak száma 1543 fő (2023. január 1.). Confienza Granozzo con Monticello, Palestro, Robbio, Vespolate, Vinzaglio és Casalino községekkel határos.

## Népesség
A település lakossága az elmúlt években az alábbi módon változott:
| Lakosok száma | 1625 | 1616 | 1543 |
|               | 2017 | 2018 | 2023 |